# Aパーセント
Aパーセント株式会社（英語: Apercent）は、東京都港区にある映像制作会社。
主にテレビ番組の企画制作、演出、プロデュース、CM、WEB動画、イベントの企画制作を行い、その他に、企業コンサルタント、タレントマネジメント、交流会の企画、人材紹介事業も行なっている。

## 主な実績

### テレビ番組
- 有吉ゼミ（日本テレビ）
- Going!Sports&News（日本テレビ）
- スッキリ（日本テレビ）
- スクール革命!（日本テレビ）
- THE突破ファイル（日本テレビ）
- ヒルナンデス!（日本テレビ）
- 家事ヤロウ!!!（テレビ朝日）
- さまぁ〜ずの画はぁ〜く （テレビ朝日）
- 櫻井・有吉 THE夜会（TBS）
- 追跡LIVE! Sports ウォッチャー（テレビ東京）
- 二軒目どうする?〜ツマミのハナシ〜（テレビ東京）
- ポケモンの家あつまる?（テレビ東京）
- 所JAPAN（関西テレビ）
- 村上マヨネーズのツッコませて頂きます!（関西テレビ）
- ゆうがたGet! （テレビ信州）
- 飯尾家のピカピカ生活〜メガネ残してチリ残さず〜 （BS11）
- A応Pのあにむす!!（AT-X）
- A応Pとフェスぴ〜!!!（AT-X）

### CM
- UCC上島珈琲 「ドリップポットDP3」商品CM
- SB C&S KAZUNA「eTalk5」商品CM
- SB C&S 「GLIDiC」商品CM

### Web動画
- グノシー
- Reebok
- Beat Buudy Boi 「BBB NAKAMA FES」イベントPV

### 配信
- イケボライブ〜夜のガヤドリ〜
- ガヤドリ寮
- ワンピッグ
- JPYSOUND みるハコ 大森靖子「ひとり桃色超歌合戦」

### Youtubeチャンネル
- 準子チャンネル
- チェックワンツー
- コミックスタジアム

### その他
- ヒプノシスマイク -ライブ及び舞台振り付け指導
- Happy Elements リアルタイム育成型 バーチャルアイドルプロジェクト